# Красностав (Коростенський район)
Красноста́в (до 1932 року — Воняйки) — село в Україні, у Коростенському районі Житомирської області. Населення становить 275 осіб.

## Історія

Братська могила загиблих у Другій світовій війні

Перша загадка про село в історичних джерелах датується 1545 роком.
У 1906 році село Воняйки Лугинської волості Овруцького повіту Волинської губернії. Відстань від повітового міста 55 верст. Дворів 97, мешканців 563.
Під час німецько-радянської війни участь у бойових діях брали 220 місцевих жителів, з них 69 осіб загинуло, 65 — нагороджено орденами і медалями.
На початку 1970-х років у селі діяла центральна садиба колгоспу «Пам'ять Леніна», восьмирічна школа, навчально-консультативний пункт Лугинської заочної середньої школи, клуб, 2 бібліотеки із книжковим фондом 7 тисяч примірників, медпункт, дитячі ясла, магазин.

## Населення
За даними перепису 2001 року населення села становило 397 осіб, з них 99,24 % зазначили рідною українську мову, а 0,76 % — російську.

## Пам'ятки
У Красноставі встановлено пам'ятник на честь воїнів, які загинули під час німецько-радянської війни.